# 原羊遊斎

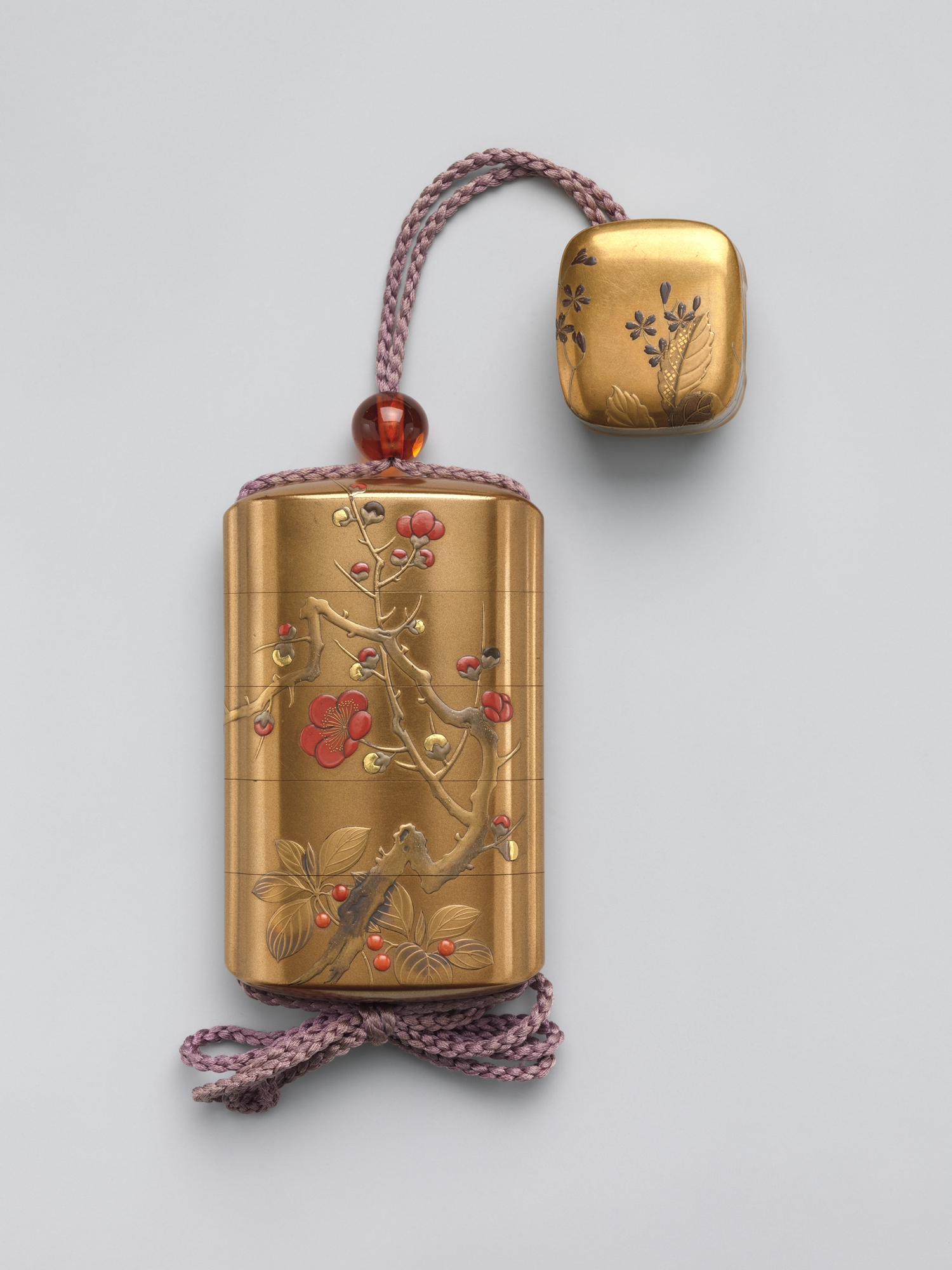
梅木蒔絵印籠、原羊遊斎作、酒井抱一下絵、19世紀前半、メトロポリタン美術館蔵

原 羊遊斎（はら ようゆうさい、1769年（明和6年）- 1846年1月22日（弘化2年12月25日））は、江戸時代後期の蒔絵師である。号は更山。通称は粂次郎（久米次郎、久米二郎とも）。

## 経歴・人物
江戸の神田生まれ。尾形光琳を初めとする琳派の作風を基盤とした蒔絵を製作する。羊遊斎の生涯については不明な点が多いが、羊寛斎の作風は極めて緻密で伝統的なものであり、多くの作品が今日まで残されているものが多く、特に琳派の画家であった酒井抱一が下絵を描いた印籠蒔絵が特に有名であり、古満寛哉と共に当時の蒔絵師の双を成し遂げた。印籠以外にも茶人で当時松江藩主であった、松平治郷の依頼により茶道具の制作に携わった。また松平治郷の命により松江藩塗師棟梁であった小島清兵衛（五代目）の指導に当たった（のちの初代小島漆壺斎）。
これによって、熊本藩の細川氏や佐賀藩の鍋島氏、彦根藩の井伊氏等に仕えるようになった。また、抱一以外にも鷹見泉石や谷文晁、太田南畝、亀田鵬斎、中井敬義、中村仏庵、歌舞伎俳優の七代目市川團十郎等多くの文化人とも親交を結んだとされ、中山胡民や昇龍斎光玉、岩崎交玉等の多くの門人を育てたことでも有名である。没後、巣鴨にある講安寺に葬られた。

## 主な作品
- 『蔓梅擬目白蒔絵軸盆』- 1821年（文政4年）頃制作。現在は江戸東京博物館蔵。